# TorDACH
Das TorDACH (Kompetenzzentrum für lokale Unwetter in der D-A-CH-Region) war ein 1997 gegründetes Netzwerk von mehr als 30 Wissenschaftlern verschiedener Fachrichtungen und Laien, die Informationen in erster Linie zu Tornados, Wasserhosen und Gewitterfallböen (downbursts) in den Ländern Deutschland, Österreich und Schweiz sammelten. Hagel, Sturzfluten (flash floods), Böenfrontwirbel (gustnadoes), Blindtromben (eine spezielle Form von Trichterwolken) und Blitze waren ebenfalls von Interesse. Das Ziel war eine belastbare und vollständige Klimatologie dieser lokalen Unwetter (severe local storms) in jedem der drei Länder. Zu den Partnern von TorDACH zählten unter anderem Skywarn.
Die Aktivitäten des Netzwerks sind seit der Gründung des European Severe Storms Laboratory e. V. (ESSL) als gemeinnützige Unwetterforschungseinrichtung im Jahr 2006 zurückgegangen, da vor allem die vom ESSL betriebene europäische Unwetterdatenbank ESWD (European Severe Weather Database) die Aufgaben der TorDACH-Datenbank auf europäischer Ebene übernommen hat.